# ブランドナー E-300

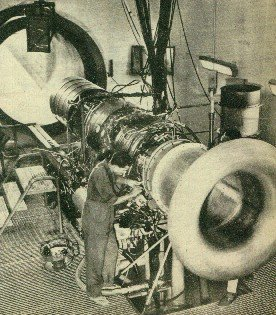
試験中のブランドナー E-300

ブランドナー E-300（Brandner E-300）は、ヘルワン HA 300小型ジェット戦闘機向けに開発されたエジプトのターボジェットエンジンである。

## 開発
それまでソビエト連邦で囚われの身でツポレフ Tu-95爆撃機の動力源となるクズネツォフ NK-12 ターボプロップエンジンを開発していたオーストリア人技術者のフェルディナント・ブランドナーは、同時期にウィリー・メッサーシュミット率いるドイツ人技術陣が設計していたヘルワン HA 300ジェット戦闘機用のエンジンを設計する技術者の指導のために5年契約でエジプトへ移住した。当初HA 300はブリストル社製のオーフュース R-12を搭載する予定だったが推力が不十分でその上、高額を提示されたのでHA 300の開発に携わっていたドイツ人技術者達はエンジンも製造する事を決定した。第135工場で280人のドイツ人とエジプト人の専門家達で構成されるチームによって開発が進められた。ブリストルのエンジンとメッサーシュミットのスペインの工場が購入したミラージュ戦闘機用のフランスのスネクマ製のスネクマ アター 9 Cを手本にした。このエンジンはHA 300だけでなく将来のHF-24 マルートにも搭載予定だった。クルト・タンクとブランドナーはHF-24に搭載する事に合意した。
新しいエンジンは1963年にベンチテストにかけられ、インドのHF-24 マルートでの高速テストの前にアントノフ An-12の主翼下に懸架されて飛行テストを行った。HF-24 マルートに搭載してのテストは1967年3月29日に行われた。E-300はHA 300の試作3号機（最初の2機はブリストル・シドレー オーフュースを搭載していた）に搭載されたが、この機体が飛行することはなく開発プログラムは1969年5月に破棄された。

## 派生型
E-300-A
HA-300向けの軍用版
E-300-C1
E-300-Aの民生版、3発旅客機のプロジェクト206向けに提案
E-300-C2
E-300-C1の発展版に提案
E-300-AF
計画されたターボファンエンジン版

## 要目
Jane's All The World's Aircraft 1969-70
- タイプ：アフターバーナー・ターボジェットエンジン
- 全長：4,300 mm (169.3 in)
- 直径：840 mm (33 in)
- 乾燥重量：860 kg (1,896 lb)

- 圧縮機：9段軸流
- 燃焼室：環状筒形燃焼器
- タービン：2段軸流タービン

- 最大推力：32.4kN (6,275 lbf) ドライ、47.2 kN (10,582 lbf) アフターバーナー作動
- 総圧縮比：6:1